# Louis-Auguste Marchand
Louis-Auguste Marchand, Baron de Plauzonne (* 7. Juli 1774 in Fontainebleau; † 7. September 1812 bei Borodino) war ein französischer General der Infanterie.

## Leben und Wirken
Begeistert von den Idealen der Revolution schloss sich Marchand um 1790 den revolutionären Garden an. 
Er war ein früher Anhänger Napoleon Bonapartes, der ihm zu einer Karriere in der Armee riet. Dort konnte sich Marchand in den Revolutionskriegen schon bald durch Tapferkeit auszeichnen und wurde auch mehrfach befördert.
Mit Wirkung zum 5. August 1806 übernahm Marchand die Führung des 5e régiment d’infanterie, eines der angesehensten Infanterieregimenter der Grande Armée.
Anfang 1811 kam Marchand nach Spanien, um dort mitzuhelfen, die napoleonische Politik durchzusetzen. Er kämpfte tapfer u. a. vor Oñoro (3./5. Mai 1811) und nahm an der Belagerung von Figueres bzw. Castell de Sant Ferran (April/August 1811) teil.
Als Napoleon 1812 seinen Krieg gegen Russland plante, holte er auch Marchand in seinen Stab. Unter dem Oberbefehl von Eugène de Beauharnais übernahm Marchand eine Brigade von Alexis-Joseph Delzons’ Division. Er konnte sich durch Tapferkeit vor Ostrowno (25./26. Juli 1812) und vor Borodino (7. September 1812) auszeichnen. In letzterer wurde Marchand getötet und fand seine letzte Ruhestätte am Rande des Schlachtfeldes.

## Ehrungen
- 14. April 1810 Baron de l’Émpire
- 1811 Commandeur der Ehrenlegion
- Sein Name findet sich am östlichen Pfeiler (12. Spalte) des Triumphbogens am Place Charles-de-Gaulle (Paris)